# Alicia O'Shea Petersen
Alicia O'Shea Petersen, född 1862, död 1923, var en australiensisk kvinnorättsaktivist.
Hon var en av ledande figurerna i den lokala rösträttsrörelsen i Tasmanien.